# 叺

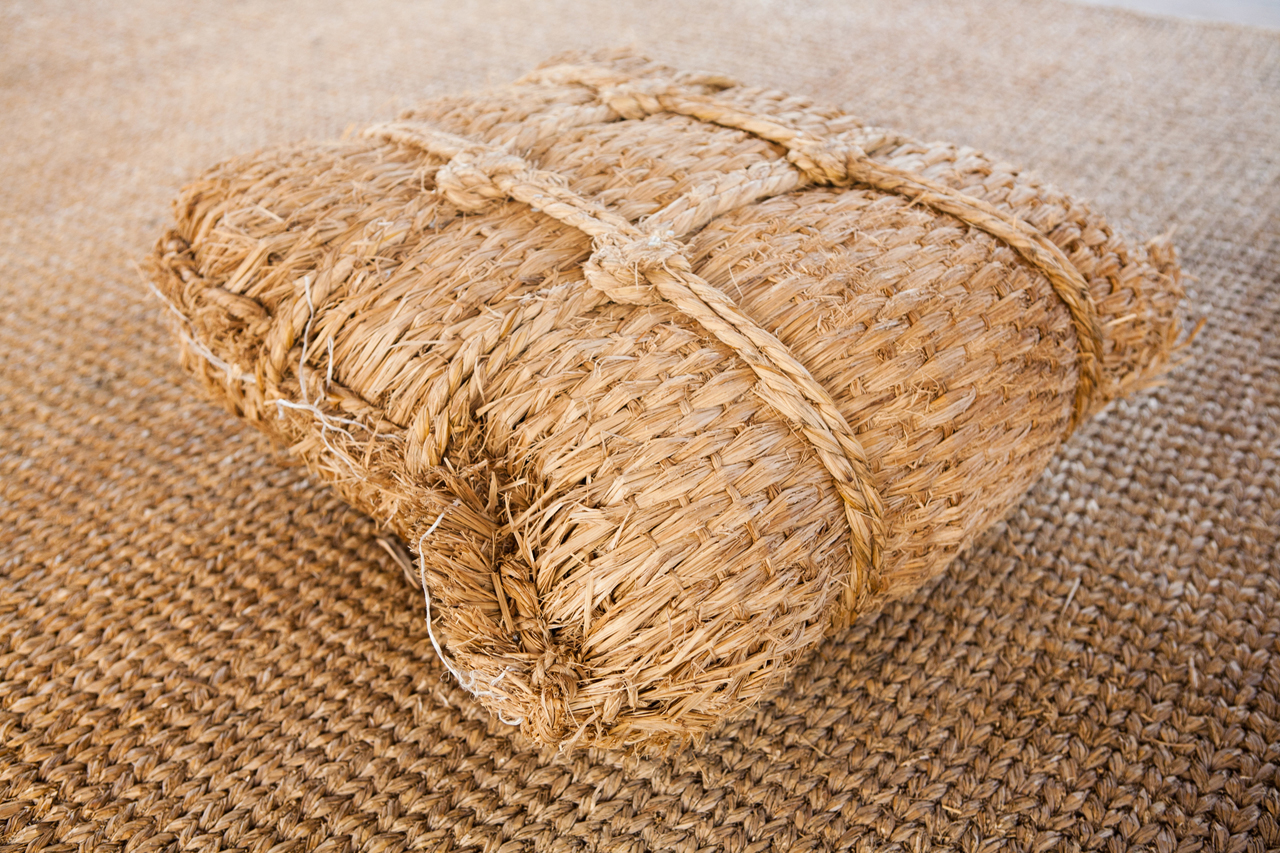
叺

叺（かます）は、袋の一種。藁蓆（わらむしろ）を二つに半折し、両端を縄で閉じて封筒状にした容器である。肥料、石炭、塩、穀物などを入れる。「かます」は蒲簀の意。なお「叺」は国字である。

## 概要
古くは『日本書紀』孝徳紀大化5年3月の条に見える。江戸時代、関西で綿花などの商品作物が盛んに栽培されるようになると、金肥（貨幣で購入する肥料）を使い商品作物の大規模生産が行われるようになった。この金肥は、蝦夷地（北海道）で大量に獲れる鰯、鰊などから魚油を採った残りかすを原料として、叺に入れ北前船などで大消費地に運ばれた。
司馬遼太郎の小説『菜の花の沖』では、江戸時代後期の商人・高田屋嘉兵衛が北前航路の往路でムシロを買い、関西へ持ち帰る金肥としての、干鰯、鰊粕を現地生産して叺に袋詰めする様子が描写されている。
目が細かいため塩の輸送に最適な容器とされた。
また、米の輸送にも使用された。俵は円筒状で上下に蓋（桟俵）を付けて密封しなければならないが、叺は一端を閉じれば密封できる利点があった。米の輸送は米俵や叺から麻袋などへ変遷していった。戦後、麻袋が普及するようになると、麻を原料とする二つ折り両端ミシン縫いの袋も「叺」と呼ばれるようになった。ミシン縫いが可能になると、この形状の麻袋が大量生産されるようになった。紙封筒なども、同様な形状のものを「叺」と呼ばれることもある。
なお、魚のイカナゴの別名「かますご」は、一説に関西では叺にいれて売ったからその名があるという。
東北地方で食べられているかますもちは、形がこの袋に似ていることからそう呼ばれている。

## 名称
朝鮮語では、「가마니」（カマニ）という。これは日本語から「かます」が借用され、更に東南方言で音韻変化の結果である。